# Mark W. Hannaford
Mark Warren Hannaford (ur. 7 lutego 1925 w Woodrow, zm. 2 czerwca 1985 w Lakewood) – amerykański polityk, członek Partii Demokratycznej.

## Działalność polityczna
W okresie od 3 stycznia 1975 do 3 stycznia 1979 przez dwie kadencje był przedstawicielem 34. okręgu wyborczego w stanie Kalifornia w Izbie Reprezentantów Stanów Zjednoczonych.